# Piazza Navona

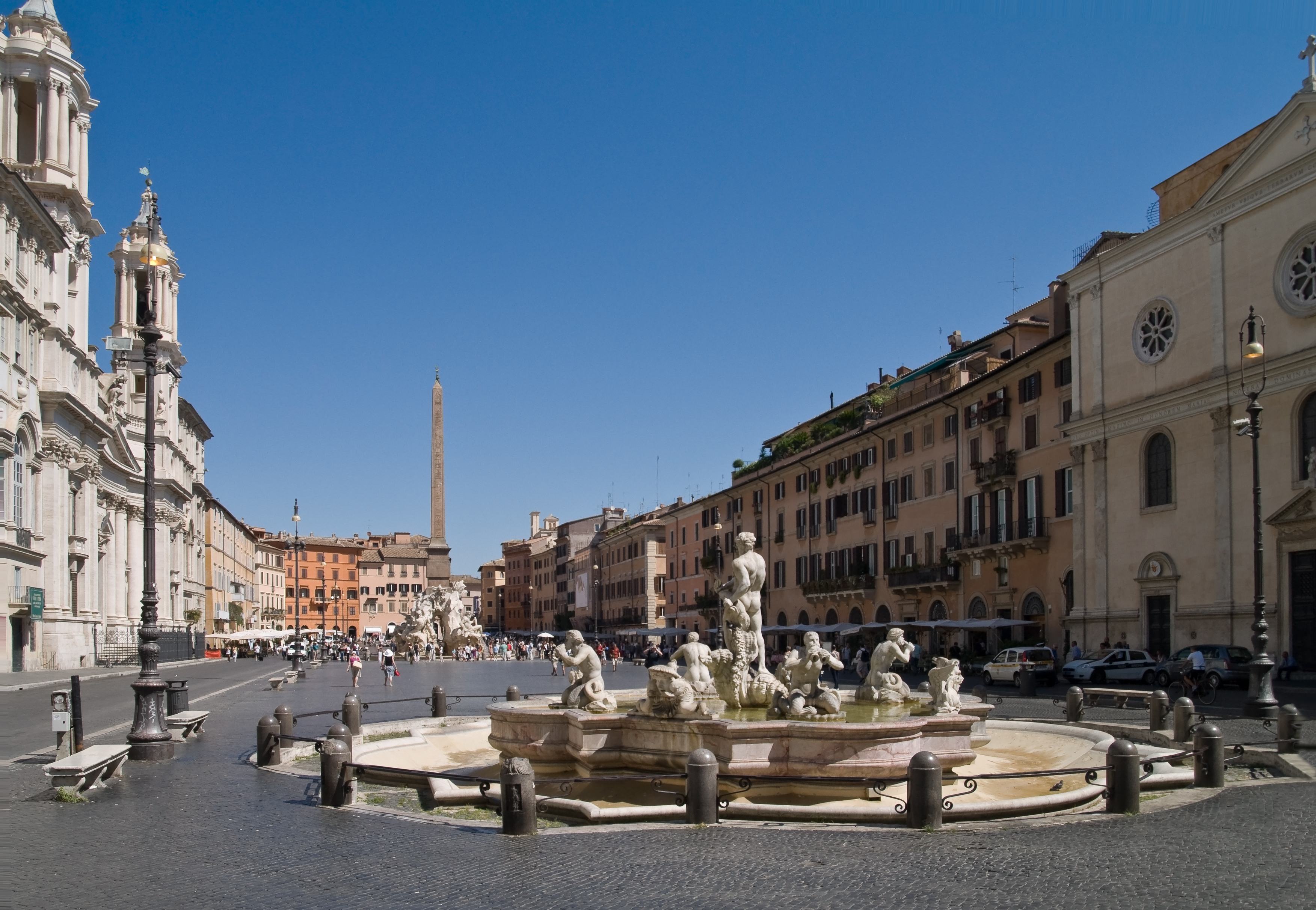
Piazza Navona

Die Piazza Navona ist einer der charakteristischen Plätze des barocken Rom im Stadtviertel Parione.

## Das antike Stadion

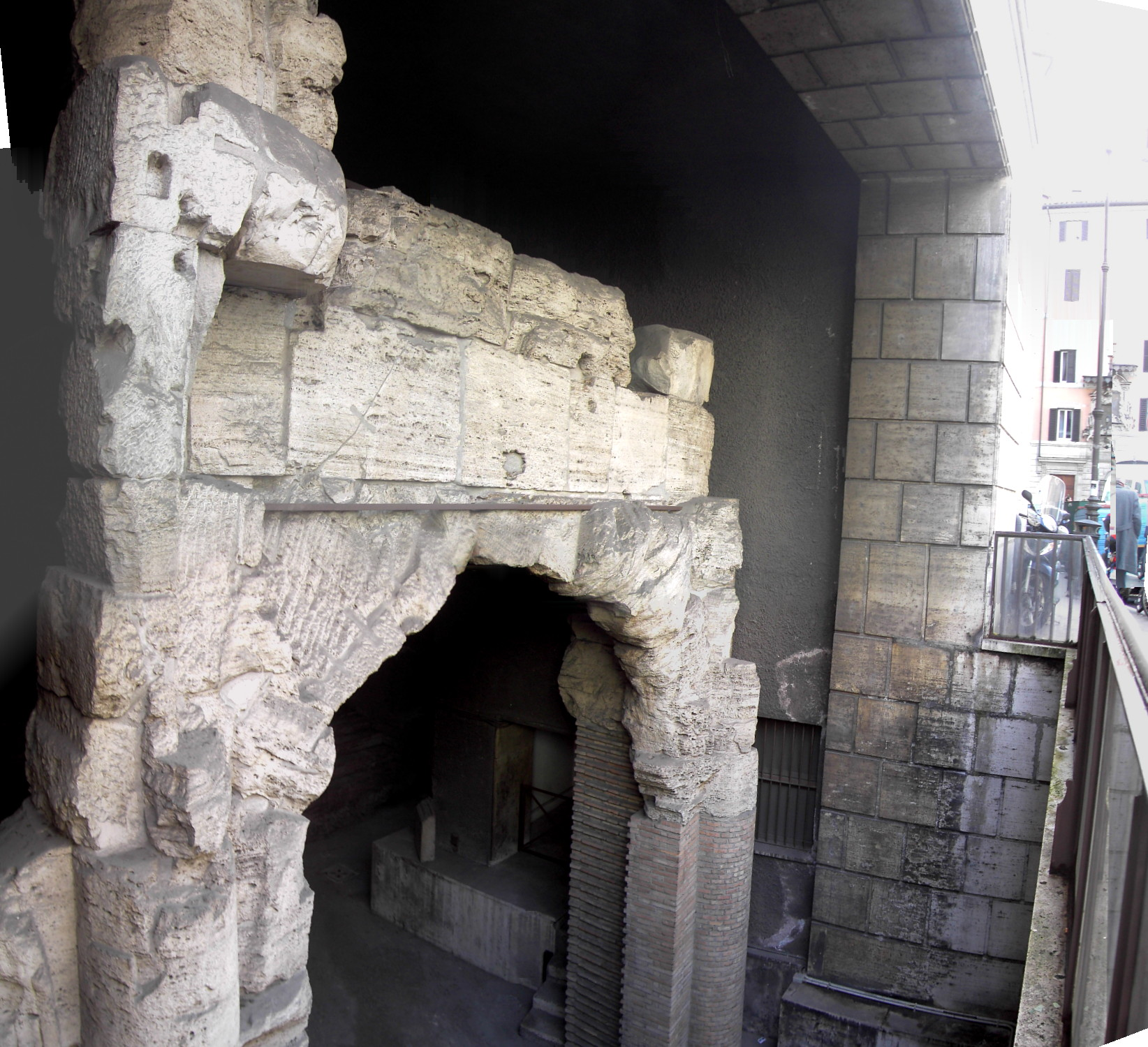
Reste des antiken Stadions

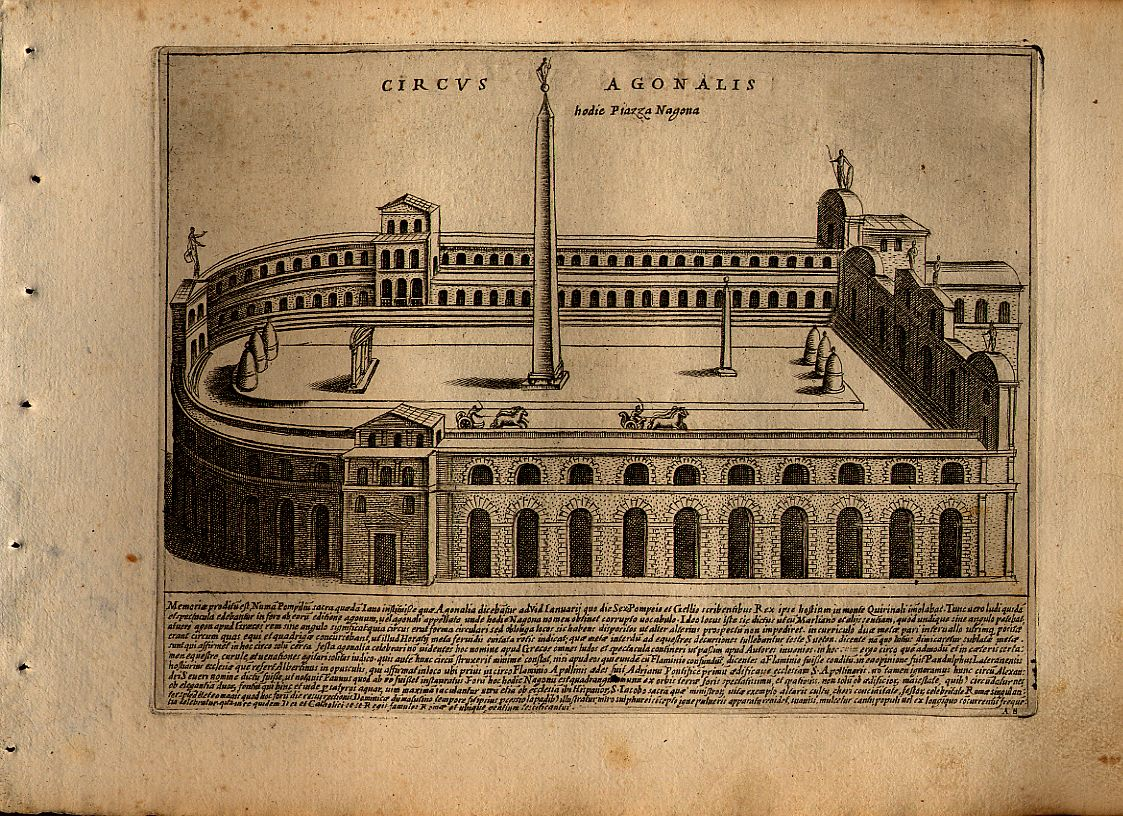
Druck von 1613, Jacopo Lauro

Von Julius Cäsar wurde 46 v. Chr. hier auf dem Marsfeld ein erstes, eher provisorisches Stadion für Spiele griechischen Typs, das heißt athletische Wettkämpfe, errichtet.
Kaiser Domitian baute dieses Stadion 85 n. Chr. monumental aus. Es hatte die Ausmaße von 275 mal 106 Metern und bot über 30.000 Zuschauern Platz. Die Außenseite war im Erdgeschoss mit Arkaden aus Travertinpilastern umgeben. Vom zweiten Geschoss sind keine Reste archäologisch nachweisbar. Das Stadion war mit etlichen Kunstwerken, vornehmlich griechischen Stils, geschmückt. Ein ausgegrabener Torso, der sogenannte Pasquino, ist in der Nähe aufgestellt.
Nachdem das Kolosseum im Jahr 217 durch ein Feuer schwere Schäden davongetragen hatte und somit auf Jahre hinaus nicht nutzbar war, wurde das Stadion neben den Wettkämpfen zusätzlich für Gladiatorenspiele in Gebrauch genommen. Vermutlich unter Severus Alexander wurde das Stadion umfangreich restauriert.
Auch wenn diese unblutigen, leichtathletischen Spiele nicht so beliebt waren wie die Gladiatorenkämpfe, wurden sie doch von vielen Kaisern gefördert. Der sogenannte kapitolinische Agon (griech. Wettkampf) fand bis mindestens ins 4. Jahrhundert regelmäßig statt. Von dieser Bezeichnung Agon leitet sich wohl auch der Name Navona ab. Er entwickelte sich von in Agone über n’ Agone zu Navona. Außerdem lebt er in der Kirche Sant’ Agnese in Agone fort.
Reste des antiken Baus sind in der Via Zanardelli sichtbar gemacht worden. Einige Bögen des antiken Stadions finden sich unterhalb von Sant’ Agnese in Agone.

Stadion des Domitian
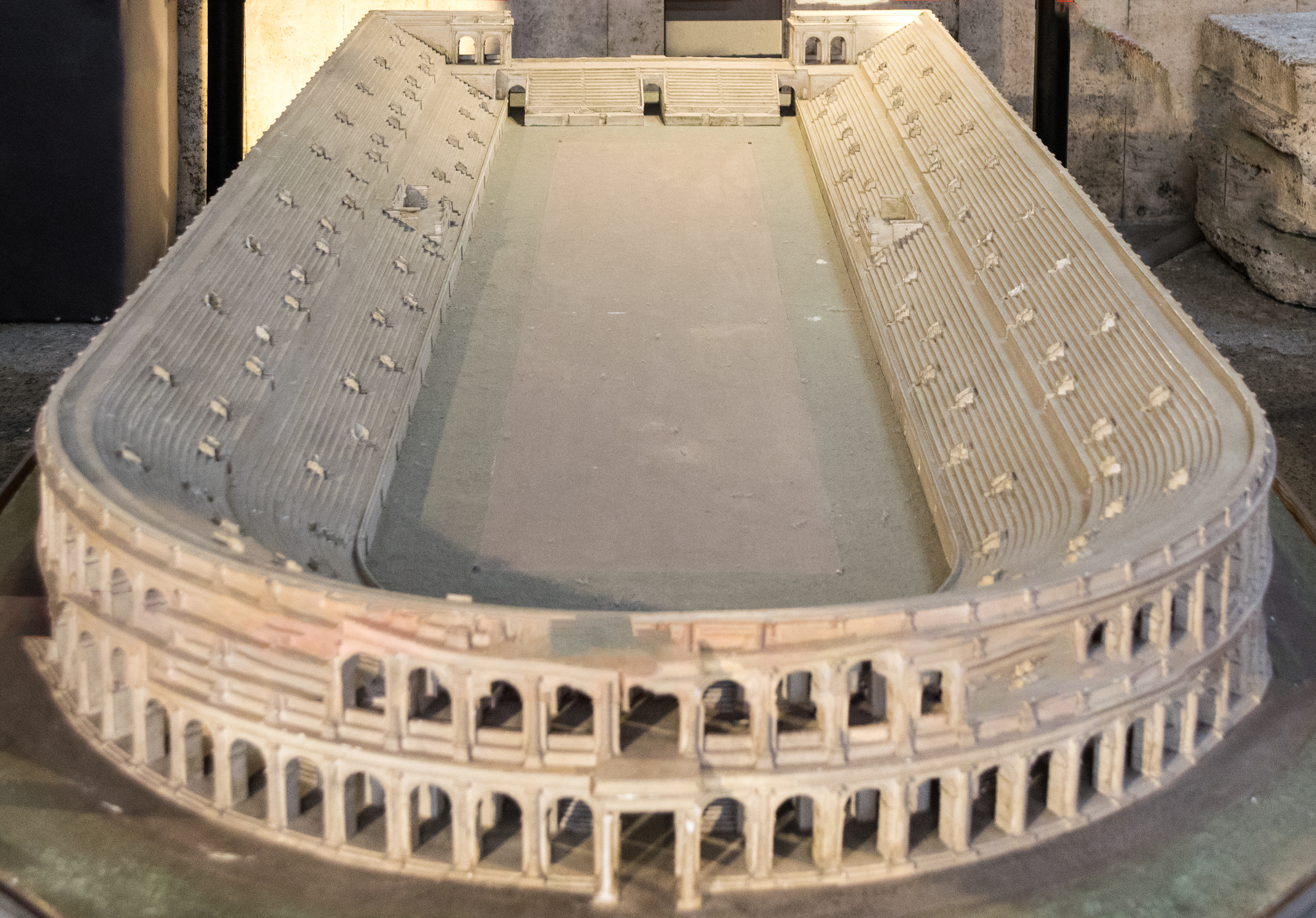
Maßstabgetreues Rekonstruktionsmodell (1:100) vom Stadion des Domitian (Nordseite) um 86 n. Chr.
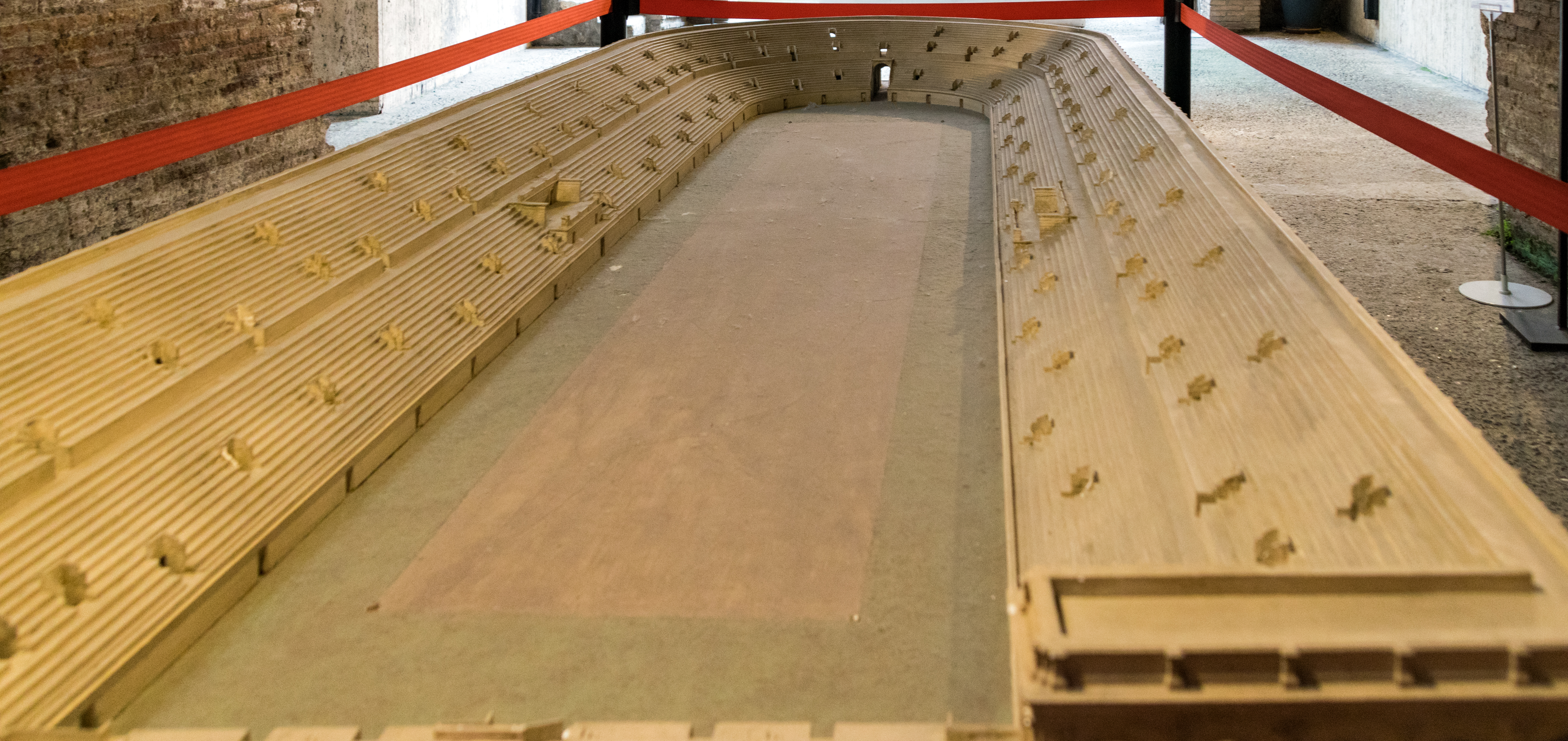
Das Rekonstruktionsmodell von der Südseite

## Der Platz im Mittelalter
Eine erste Kirche wurde innerhalb des Stadions an der Stelle errichtet, wo die Heilige Agnes der Legende nach ihr Martyrium erlitten hatte.
Nach und nach wurden Häuser in die Unterbauten der Stadiontribünen eingebaut, die Arena wurde zu einem Platz, der u. a. für Pferderennen genutzt wurde. Da die Fundamente und teilweise die Außenwände des Stadions für die mittelalterlichen Häuser weiter genutzt wurden, blieb die Form der Arena jedoch bis heute erhalten (siehe auch Theater des Pompeius).
1477 verlegte Papst Sixtus IV. den Markt vom Kapitol hierher. 1495 schließlich wurde der Platz gepflastert.

## Der barocke Platz – Das Forum Pamphilj

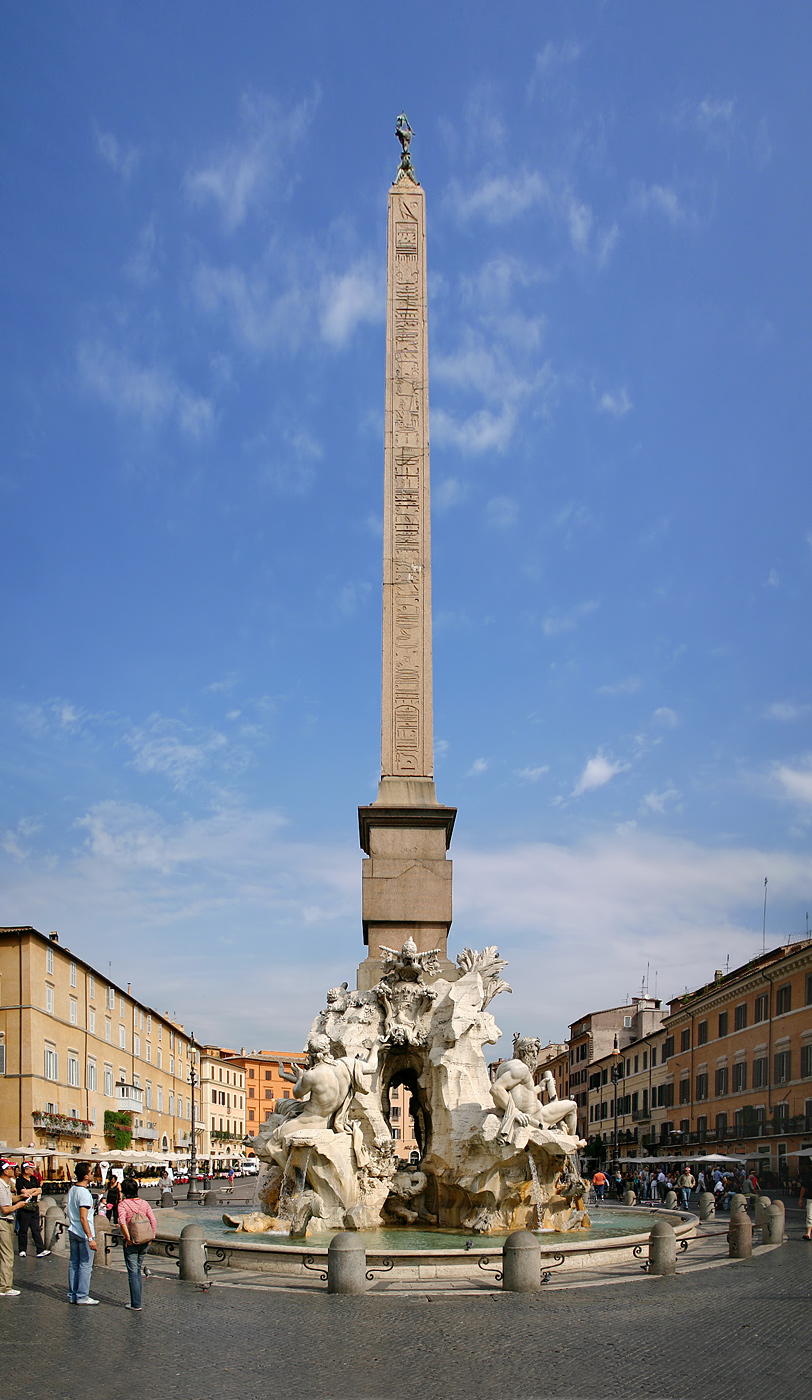
Vierströmebrunnen

1470 erwarb Antonio Pamphilj drei Häuser in der Südwestecke des Platzes. Als 1644 sein Nachfahre Giovanni Battista Pamphilj zum Papst Innozenz X. (1644–1655) gewählt wurde, wurden Girolamo Rainaldi und später Francesco Borromini beauftragt, das Anwesen zum neuen Palazzo Pamphilj auszubauen. Girolamo Rainaldi errichtete die Fassade. Die angrenzende Galerie (Deckenfresken von Pietro da Cortona), den großen Saal und die Ovaltreppe schuf Francesco Borromini. Innozenz X. schenkte den Palast seiner Schwägerin Olimpia Maidalchini, die auch politisch großen Einfluss auf ihn ausübte. Bereits seit 1920 ist der Palast Sitz der brasilianischen Botschaft. Er gehört allerdings erst seit 1961 dem brasilianischen Staat. In einem Teil des Palastes ist außerdem seit dem 19. Jahrhundert die Philharmonische Akademie untergebracht.
Donna Olimpia plante den Umbau des gesamten Platzes zum Forum Pamphilj, nach dem Vorbild der antiken Kaiserforen. Dazu verlängerte Borromini die antike Wasserleitung „Aqua Virgo“ hierher, so dass Bernini 1649 in der Mitte des Platzes den Vierströmebrunnen (Fontana dei Quattro Fiumi) anlegen konnte. Vier kolossale männliche Figuren symbolisieren die größten Ströme der damals bekannten vier Kontinente (Donau, Nil, Ganges und Río de la Plata). Sie lagern zu Füßen eines Obelisken, er wurde aus der Villa Massenzio in Via Appia Antica herbeigeschafft, um die Gesamtanlage einem antiken Circus anzugleichen. Die zwei älteren Brunnen, die Fontana del Moro im Süden und der Neptunbrunnen im Norden, die ab 1574 Giacomo della Porta erbaute, wurden von Bernini neugestaltet. Ihr endgültiges Aussehen bekamen sie jedoch erst im 19. Jahrhundert.

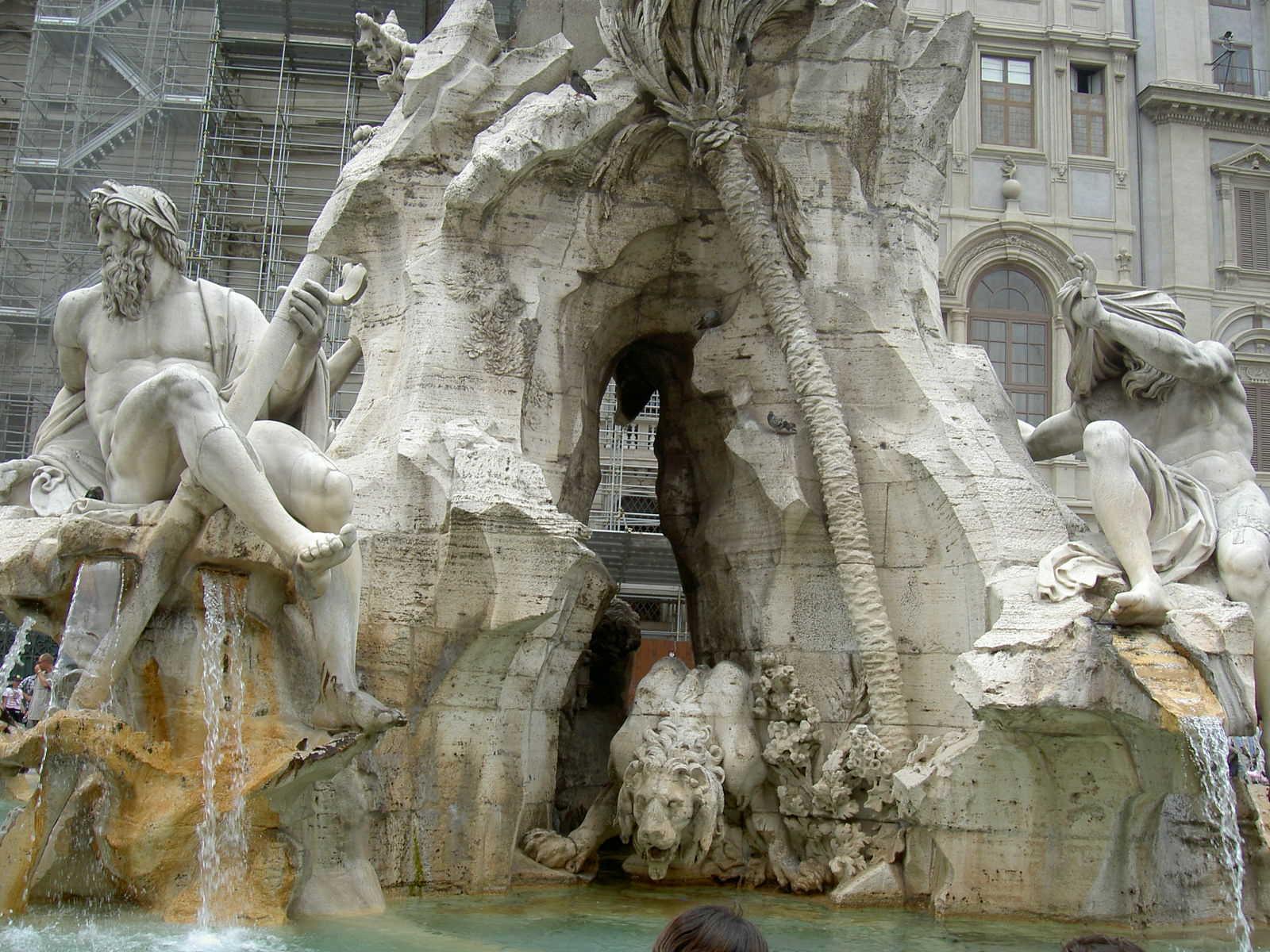
Vierströmebrunnen, Detail

Von 1652 an wurde die Kirche Sant’Agnese in Agone neu errichtet. Architekten waren Girolamo und Carlo Rainaldi sowie Borromini, der 1653 bis 1657 Kuppel und Fassade schuf. Die beiden hohen, querovalen Türme und die machtvolle Kuppel bilden im Zusammenspiel mit dem skulpturalen Brunnen und der weiträumigen Platzanlage eines der schönsten Ensembles italienischer Stadtbaukunst. Die Kirche sollte die Grablege der Pamphilj werden.
Mit dem Tod Innozenz’ blieb das Forum Pamphilj unvollendet. Olimpia Maidalchini wurde von Alexander VII., dem nachfolgenden Papst, aus Rom verbannt und mit dem winzigen Fürstentum San Martino belehnt. Das Dorf San Martino al Cimino ließ sie von Borromini und Bernini komplett neu erbauen. Es ist in Form und Ausmaßen eine exakte Kopie der Piazza Navona.

## Weitere Bauten

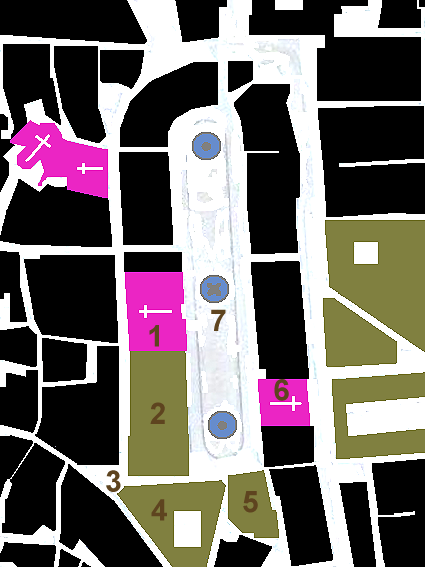
S. Agnese in Agone
Palazzo Pamphilj
Pasquino
Palazzo Braschi
Palazzo Lancelotti-Torres
Nostra Signora del Sacro Cuore
Vierströmebrunnen

Gegenüber dem Palazzo Pamphilj steht die Kirche Nostra Signora del Sacro Cuore, eine römische Titelkirche, die im 12. Jahrhundert in die Ruinen des Stadions eingebaut wurde. Sie wurde von König Ferdinand III. von Kastilien gestiftet und vor allem von den spanischen Päpsten immer wieder ausgebaut. Bis 1818 war sie Nationalkirche von Spanien. Ihr heutiges Aussehen erhielt sie im 19. Jahrhundert durch den Architekten Luca Carimini.
Die Südseite des Platzes wird vom Palazzo Braschi bestimmt. Er wurde als letzter Stadtpalast für einen Papst 1792 für Papst Pius VI. an Stelle des Palazzo Orsini aus dem 15. Jahrhundert erbaut. Heute beherbergt er das Museo di Roma. An einer seiner Ecken steht der Pasquino, die berühmteste der sogenannten sprechenden Statuen Roms.
Neben ihm steht der Palazzo Lancelotti-Torres, der Mitte des 16. Jahrhunderts von Ludovico Torres, aus Málaga stammender Erzbischof von Salerno, errichtet wurde. Zusammen mit der Kirche Nostra Signora del Sacro Cuore und dem Hospiz für spanische Pilger bildete er eine spanische Insel an der Piazza Navona.

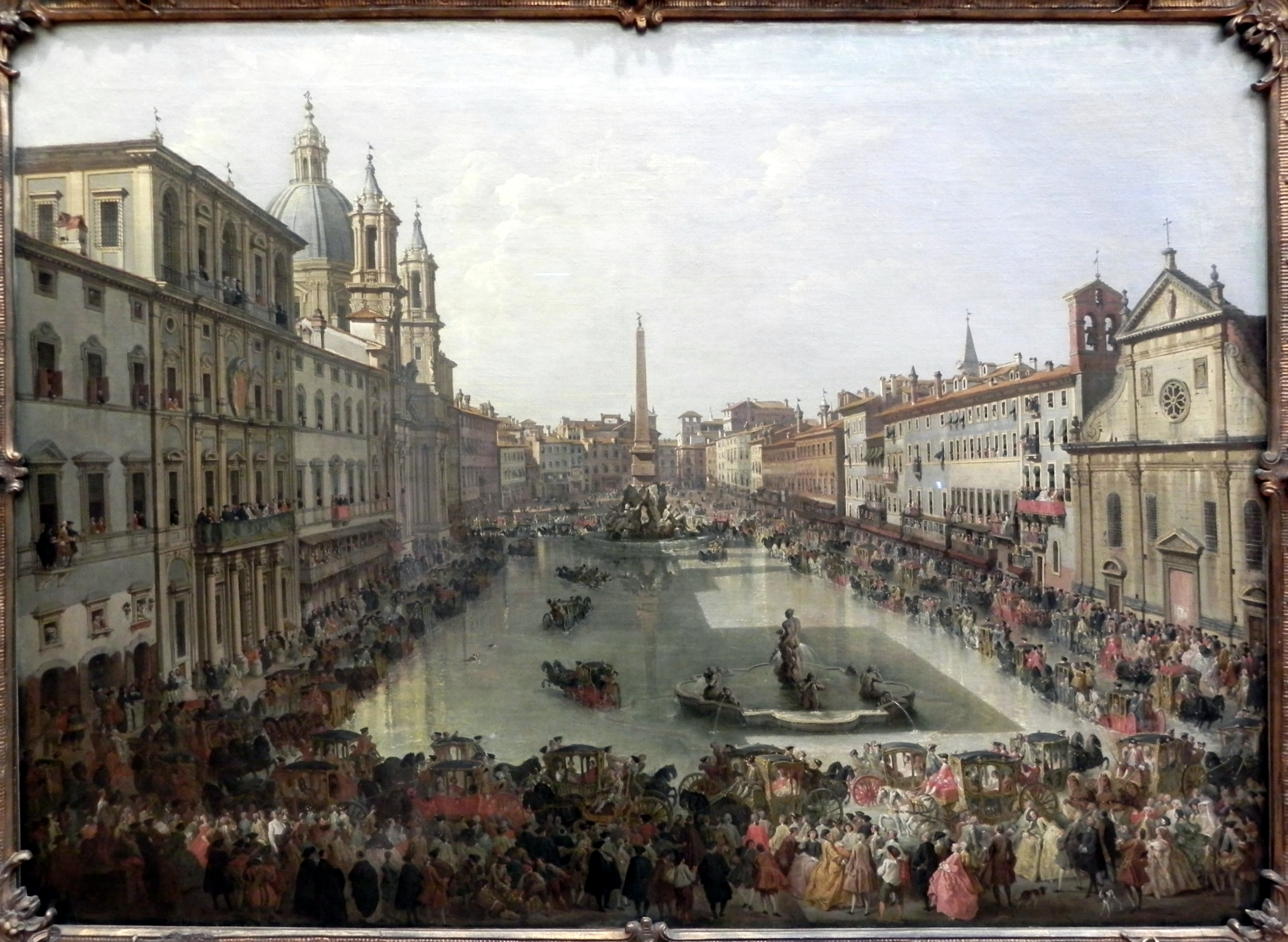
Die Piazza Navona, unter Wasser gesetzt, gemalt von Giovanni Paolo Pannini, 1756 (Landesmuseum Hannover, PAM 834)

Zu allen Zeiten war die Piazza Navona ein beliebter Schauplatz für Messen, Märkte und Feste. So die Giostra del Saracino, ein mittelalterliches Reiterturnier. Im 17. und 18. Jahrhundert vergnügten sich die Römer an den Samstagen im August bei den Inondate. Dafür ließ man die Brunnen überlaufen, so dass Jung und Alt im Wasser planschen und sich vergnügen konnte.
Heute findet nur noch in der Weihnachtszeit bis zum 6. Januar der Markt Befana di piazza Navona statt, auf dem vor allem Spielsachen verkauft werden. Traditionell bringt in Rom die Befana die Geschenke am Dreikönigstag.
Das ganze Jahr über wird der Platz stark von Touristen frequentiert. Infolgedessen wird der Platz von Souvenirhändlern und Touristencafés bestimmt.